# 2201 Oljato
2201 Oljato eller 1947 XC är en asteroid upptäckt 12 december 1947 av den amerikanske astronomen Henry L. Giclas vid Lowell Observatory. Den är uppkallad efter Navajo indianernas namn på Moonlight Water i Monument Valley, Utah .
Oljatos omloppsbana ligger så nära jordens omloppsbana som 251 000 km, vilket är närmare än månen. Det verkar dock inte som att det föreligger någon risk att asteroiden ska kollidera med jorden inom överskådlig tid.
Det har inte gått att identifiera vilken spektraltyp asteroiden har, vilket gör att det år svårt att bestämma dess geologi. Den är inte ens lik kometer. Den kraftigt excentriska omloppsbanan, att det finns meteorregn associerade med Oljato och historiken för dess omloppsbana gör att man misstänker att detta rör sig om en slocknad komet. Att man 1979 observerade att den reflekterade ultraviolett ljus gör att man misstänkte att det fortfarande kan förekomma att gaser avges från ytan. Senare mätningar motsäger dock detta.